# 紙叶
紙叶（かみかのう、Kamikano）はかつて存在した日本の企業である。紙類の製造、販売並びに輸出入を行っていたが、2006年に小津産業の子会社となり、2007年12月にアズフィット株式会社となった。

## 概要

### 事業所
城北支店（埼玉県さいたま市）
東京支店（東京都東久留米市）
神奈川支店（神奈川県綾瀬市）
東関東支店（千葉県佐倉市）